# Gleichstellung (Soziale Herkunft)
Eine Gleichstellung bezüglich der sozialen Herkunft bedeutet, dass niemand aufgrund seiner sozialen Herkunft benachteiligt werden darf. Sie ist für Deutschland im Grundgesetz Art. 3 Absatz 3 vorgesehen. Der Grundsatz des Diskriminierungsverbots wurde durch die Proklamierung der Charta der Grundrechte im Dezember 2000 bestätigt, wonach neben den sechs in Artikel 13 EG-Vertrag aufgeführten Diskriminierungsgründe abgedeckten sieben zusätzliche Gründe aufgelistet werden, zu denen auch die soziale Herkunft zählt.
Allerdings mangelt es an der Umsetzung des Diskriminierungsverbotes. Es finden sich weder im Bildungsbereich noch in anderen Bereichen Leitlinien oder Gesetzesmaßnahmen, mit denen angestrebt wird, die nachgewiesenen Bildungsbenachteiligungen aufzuheben.
Auch im Allgemeinen Gleichbehandlungsgesetz findet sich seit den Amsterdamer Verträgen kein Passus mehr, der die soziale Herkunft als Diskriminierungsgrund ächtet.